# Station Rathsdamnitz
Station Rathsdamnitz was een spoorwegstation in de Poolse plaats Dębnica Kaszubska.